# Juego de Banach-Mazur
En topología general, la teoría de conjuntos y la teoría de juegos, un juego de Banach–Mazur es un juego topológico jugado por dos jugadores, tratando de precisar los elementos de un conjunto (espacio). El concepto de un juego Banach–Mazur está estrechamente relacionado con el concepto de espacio de Baire. Este juego fue el primer juego posicional infinito de información perfecta que se estudió. Fue introducido por Stanisław Mazur como el problema 43 del libro escocés, y Banach respondió a las preguntas de Mazur al respecto.

## Definición
Sea {\displaystyle Y} ser un espacio topológico no vacío, {\displaystyle X} un subconjunto fijo de {\displaystyle Y} y {\displaystyle {\mathcal {W}}} una familia de subconjuntos de {\displaystyle Y} que tienen las siguientes propiedades:
- Cada miembro de {\displaystyle {\mathcal {W}}} tiene interior no vacío.
- Cada subconjunto abierto no vacío de {\displaystyle Y} contiene un miembro de {\displaystyle {\mathcal {W}}}.

Los jugadores, {\displaystyle P_{1}} y {\displaystyle P_{2}} elegir alternativamente elementos de {\displaystyle {\mathcal {W}}} para formar una secuencia {\displaystyle W_{0}\supseteq W_{1}\supseteq \cdots .}
{\displaystyle P_{1}} gana si y solo si
{\displaystyle X\cap \left(\bigcap _{n<\omega }W_{n}\right)\neq \emptyset .}
De otra manera, {\displaystyle P_{2}} gana. A esto se le llama un juego general de Banach-Mazur y se denota por {\displaystyle MB(X,Y,{\mathcal {W}}).}

## Propiedades
- {\displaystyle P_{2}} tiene una estrategia ganadora si y solo si {\displaystyle X} es de la primera categoría en {\displaystyle Y} (un conjunto es de la primera categoría o escaso si es la unión contable de conjuntos densos en ninguna parte).
- Si {\displaystyle Y} es un espacio métrico completo, {\displaystyle P_{1}} tiene una estrategia ganadora si y solo si {\displaystyle X} es comeager en algún subconjunto abierto no vacío de {\displaystyle Y.}
- Si {\displaystyle X} tiene la propiedad de Baire en {\displaystyle Y}, entonces {\displaystyle MB(X,Y,{\mathcal {W}})} está determinado.
- Los espacios tamizables y fuertemente tamizables introducidos por Choquet se pueden definir en términos de estrategias estacionarias en modificaciones adecuadas del juego. Dejar {\displaystyle BM(X)} denota una modificación de {\displaystyle MB(X,Y,{\mathcal {W}})} donde {\displaystyle X=Y,{\mathcal {W}}} es la familia de todos los conjuntos abiertos no vacíos en {\displaystyle X} y {\displaystyle P_{2}} gana un juego {\displaystyle (W_{0},W_{1},\cdots )} si y solo si {\displaystyle \cap _{n<\omega }W_{n}\neq \emptyset .}

Entonces {\displaystyle X} es tamizable si y solo si {\displaystyle P_{2}} tiene una estrategia ganadora estacionaria en {\displaystyle BM(X).}
- Una estrategia ganadora de Markov para {\displaystyle P_{2}} en {\displaystyle BM(X)} puede reducirse a una estrategia ganadora estacionaria. Además, si {\displaystyle P_{2}} tiene una estrategia ganadora en {\displaystyle BM(X)}, entonces {\displaystyle P_{2}} tiene una estrategia ganadora que depende solo de dos movimientos anteriores. Todavía es una cuestión sin resolver si una estrategia ganadora para {\displaystyle P_{2}} puede reducirse a una estrategia ganadora que depende sólo de los dos últimos movimientos de {\displaystyle P_{1}}.
- {\displaystyle X} se llama débilmente {\displaystyle \alpha }-favorable si {\displaystyle P_{2}} tiene una estrategia ganadora en {\displaystyle BM(X)}. Entonces, {\displaystyle X} es un espacio de Baire si y solo si {\displaystyle P_{1}} no tiene una estrategia ganadora en {\displaystyle BM(X)}. De ello se deduce que cada débil {\displaystyle \alpha }-favorable es un espacio de Baire.

El caso especial más común surge cuando {\displaystyle Y=J=[0,1]} y {\displaystyle {\mathcal {W}}} constan de todos los intervalos cerrados en el intervalo unitario. Entonces {\displaystyle P_{1}}  gana si y solo si {\displaystyle X\cap (\cap _{n<\omega }J_{n})\neq \emptyset } y {\displaystyle P_{2}} gana si y solo si{\displaystyle X\cap (\cap _{n<\omega }J_{n})=\emptyset }. Este juego se denota por {\displaystyle MB(X,J).}